# Port lotniczy Port Harcourt
Port lotniczy Port Harcourth (IATA: PHC, ICAO: DNPO) – międzynarodowy port lotniczy położony w Port Harcourt, w stanie Rivers, w Nigerii.

## Linie lotnicze i połączenia
| Linia Lotnicza          | Kierunek                         |
| ----------------------- | -------------------------------- |
| Aero Contractors        | 1. Abudża 2. Lagos               |
| Africa's Connection STP | 1. São Tomé                      |
| Air France              | 1. Paryż-Charles de Gaulle       |
| Air Peace               | 1. Abudża 2. Kano 3. Lagos       |
| Arik Air                | 1. Abudża 2. Lagos 3. Libreville |
| Cronos Airlines         | 1. Akra 2. Malabo                |
| Lufthansa               | 1. Frankfurt                     |
| Qatar Airways           | 1. Doha                          |
| Turkish Airlines        | 1. Stambuł 2. Malabo             |
| ValueJet                | 1. Lagos                         |